# Zephyrosaurus
Lo zefirosauro (Zephyrosaurus Sues, 1980) è stato un dinosauro ritrovato in Montana.
I reperti erano costituiti da resti craniali e da alcune ossa sparse. Nuovi resti sono tuttavia riemersi recentemente: si tratta di almeno sette individui che conservano ossa più o meno di tutte le parti del corpo. Questi nuovi fossili di Zephyrosaurus sono allo studio dal 2003 presso il Sam Noble Oklahoma Museum of Natural History. Nel 2004 sono anche venute alla luce, negli stati del Maryland e della Virginia, delle orme fossili che, sulla base delle proporzioni delle mani e dei piedi, sembrerebbero appartenere a Zephyrosaurus. Zephyrosaurus era un dinosauro bipede di piccole dimensioni. aveva il cranio di forma particolare e denti nella parte anteriore della bocca. Le zampe posteriori erano lunghe e snelle, quelle anteriori più corte. Zephyrosaurus era erbivoro ed è vissuto nel Cretacico inferiore (119-113 milioni di anni fa). Appartiene alle classi: Hypsilophodontidae, Ornithopoda e Ornithischia; fu scoperto nel 1980 dal paleontologo H. D. Sues e lo chiamò "Zephyrosaurus" che significa "rettile di Zeffiro", il dio del vento dell'ovest nella mitologia greca. Lo stato di usura dei denti ha suggerito agli studiosi che Zephyrosaurus avesse la possibilità di muovere le mascelle, non solo in alto e in basso, ma anche lateralmente a destra e a sinistra. In questo modo riusciva a "masticare" il cibo anche se non con i complessi movimenti e l'efficienza dei ruminanti attuali.